# Marija Alekseevna Senjavina
Marija Alekseevna Senjavina, in russo Мария Алексеевна Сенявина? (9 marzo 1762 – San Pietroburgo, 30 dicembre 1822), è stata una nobildonna russa.

## Biografia
Era la figlia più giovane dell'ammiraglio Aleksej Naumovič Senjavin (1716-1797) e di sua moglie Anne Elisabeth von Bradtke (1733-1776). All'età di cinque anni, venne mandata all'Istituto Smol'nyj. Nel dicembre 1781, fu nominata damigella d'onore.

## Matrimonio
Sposò Aleksandr L'vovič Naryškin (1760-1826), ciambellano, direttore dei Teatri Imperiali. Ebbero quattro figli:
- Lev (1785-1846), sposò Olga Potocka, ebbero una figlia;
- Elena Aleksandrovna (1785-1855), sposò in prime nozze Arkadij Suvorov, ebbero quattro figli, sposò in seconde nozze Vasilij Golicyn, non ebbero figli;
- Kirill Aleksandrovič (1786-1838), sposò Marija Jakovlevna Lobanov-Rostovskij, ebbero quattro figli;
- Marija Aleksandrovna (?-1800).

## La vita a corte
La coppia viveva nel lusso. I loro balli e ricevimenti erano conosciuti in tutta la società. Nel 1799 venne nominata dama dell'Ordine di Santa Caterina.
Vissero diversi anni all'estero. Il loro stile di vita di lusso a Firenze comprendeva due palazzi e ville in campagna, un barone tedesco come manager, uno staff di dipendenti, segretarie.

## Morte
Morì il 30 dicembre 1822 a San Pietroburgo, e fu sepolta nel Monastero di Aleksandr Nevskij.